# Yessica Salazar
Yessica Salazar (Guadalajara, Jalisco, Mexikó, 1974. október 16. –) mexikói színésznő, modell.

## Élete és pályafutása
1974. október 16-án született Guadalajarában. 
1996-ban megnyerte a Miss Mexikó szépségversenyt. Első szerepét 1998-ban kapta a Paula és Paulina című sorozatban. 2011-ben Regina Ferreira szerepét játszotta az Esperanza del corazónban.

## Filmográfia

### Telenovellák
- Quiero amarte (2013-2014) – Carolina Rivera
- Maricruz (Corazón indomable) (2013) – Delia
- A vihar (2013) – Dr. Antonieta Narváez
- Esperanza del corazón (2011-2012) – Regina Ferreira
- A végzet hatalma (La fuerza del destino) (2011) – Juliette Abascal de Rodriguez
- Camaleones (2009-2010) – Catalina de Saavedra
- Verano de amor (2009) – Giovanna Reyes
- La rosa de Guadalupe (2008) – Teresa
- Heridas de amor (2006) – Marisol
- Rebelde (2004–2005) – Valeria Olivier
- Clase 406 (2003) – Brenda de San Pedro
- Tu historia de amor (2003) – Sara
- El juego de la vida (2002) – Carola Lizardi
- A betolakodó (La intrusa) (2001) – Tania Rivadeneyra
- Mujer bonita (2001) – Nelly
- Mi destino eres tú (2000) – Lulú
- DKDA: Sueños de juventud (2000) – Christy / Cristi Bordona
- Serafín (1999) – Marcela Fernández
- Tres mujeres (1999) – Esther
- Rosalinda (1999) – Pamela Iturbide
- Cuento de Navidad (1999)
- Paula és Paulina (La Usurpadora) (1998) – Isabel Vidal